# اتفاقية اليونسكو بشأن حماية التراث الثقافي المغمور بالمياه
اتفاقية حماية التراث الثقافي المغمور بالمياه هي معاهدة اعتمدت في 2 نوفمبر 2001 من قبل المؤتمر العام لمنظمة الأمم المتحدة للتربية والعلم والثقافة. المقصود من الاتفاقية هو حماية «جميع آثار الوجود البشري التي تتسم بطابع ثقافي أو تاريخي أو أثري» المغمورة تحت الماء لأكثر من 100 سنة. تلزم الاتفاقية حماية حطام السفن والمدن الغارقة والأعمال الفنية ما قبل التاريخ والكنوز التي قد نهبت ومواقع الدفن فضلا عن الموانئ القديمة التي تغطي المحيطات. إن الحفاظ على التراث الثقافي المغمور بالمياه مهم لأنه يسمح بمعرفة العديد من الأحداث التاريخية. كجزء من واجبها في إجراء البحوث العلمية وتوفير التعليم المستمر على أهمية التراث الثقافي المغمور بالمياه تسعى اليونسكو للحفاظ على هذه المواقع من أجل الأجيال الحالية والمستقبلية. توفر الاتفاقية إطار للمساعدة في رفع الوعي والسعي إلى مكافحة عمليات السلب والنهب غير المشروع والقرصنة التي تحدث في المياه في جميع أنحاء العالم. كهيئة دولية فإن الدول الأعضاء في الاتفاقية تتفق على العمل من أجل الحفاظ على الممتلكات الثقافية الغارقة في نطاق ولايتها وأعالي البحار.